# 4 x 400 meter stafett för damer i friidrott vid olympiska sommarspelen 1976
4 x 400 meter stafett för damer vid olympiska sommarspelen 1976 i Montréal avgjordes 30-31 juli. 

## Medaljörer
| Gren          | Guld                                                                              | Guld         | Silver                                                               | Silver  | Brons                                                                                   | Brons   |
| 4 x 400 meter | Östtyskland · Doris Maletzki · Brigitte Rohde · Ellen Streidt · Christina Brehmer | 3.19,23 (VR) | USA · Debra Sapenter · Sheila Ingram · Pamela Jiles · Rosalyn Bryant | 3.22,81 | Sovjetunionen · Inta Kļimoviča · Ljudmila Aksionova · Natalja Sokolova · Nadezjda Ilina | 3.24,24 |

## Resultat

### Final
- Hölls den 31 juli 1976

| Placering | Nation         | Löpare                                                                     | Tid          |
| --------- | -------------- | -------------------------------------------------------------------------- | ------------ |
|           | Östtyskland    | • Doris Maletzki • Brigitte Rohde • Ellen Streidt • Christina Brehmer      | 3.19,23 (WR) |
|           | USA            | • Debra Sapenter • Sheila Ingram • Pamela Jiles • Rosalyn Bryant           | 3.22,81      |
|           | Sovjetunionen  | • Inta Kļimoviča • Ljudmila Aksjonova • Natalja Sokolova • Nadezjda Iljina | 3.24,24      |
| 4.        | Australien     | • Judith Canty • Veran Burnard • Charlene Rendina • Bethanie Nail          | 3.25,56      |
| 5.        | Västtyskland   | • Claudia Steger • Dagmar Fuhrmann • Elke Barth • Rita Wilden              | 3.25,71      |
| 6.        | Finland        | • Marika Lindholm • Pirjo Haggman • Mona-Lisa Pursiainen • Riitta Salin    | 3.25,87      |
| 7.        | Storbritannien | • Elizabeth Barnes • Gladys Taylor • Verona Elder • Donna Murray           | 3.28,01      |
| 8.        | Kanada         | • Margaret Stride • Joice Yakubowich • Rachelle Campbell • Yvonne Saunders | 3.28,91      |

### Semifinaler
- Hölls den 30 juli 1976

#### Heat 1
| Placering | Nation        | Löpare                                                                  | Tid     |
| --------- | ------------- | ----------------------------------------------------------------------- | ------- |
| 1.        | Sovjetunionen | • Inta Kļimoviča Ljudmila Aksjonova Natalja Sokolova Nadezjda Iljina    | 3.24,54 |
| 2.        | USA           | • Debra Sapenter • Sheila Ingram • Pamela Jiles • Rosalyn Bryant        | 3.25,15 |
| 3.        | Finland       | • Pirjo Haggman • Marika Lindholm • Mona-Lisa Pursiainen • Riitta Salin | 3.26,30 |
| 4.        | Västtyskland  | • Claudia Steger • Rita Wilden • Dagmar Fuhrmann • Elke Barth           | 3.26,31 |
| —         | Jamaica       | • Helen Blake • Carol Cummings • Jacquel Pusey • Ruth Simpson           | DSQ     |

#### Heat 2
| Placering | Nation         | Löpare                                                                     | Tid     |
| --------- | -------------- | -------------------------------------------------------------------------- | ------- |
| 1.        | Östtyskland    | • Doris Maletzki • Brigitte Rohde • Ellen Streidt • Christina Brehmer      | 3.23,38 |
| 2.        | Australien     | • Judith Canty • Veran Burnard • Charlene Rendina • Bethanie Nail          | 3.25,98 |
| 3.        | Storbritannien | • Elizabeth Barnes • Gladys Taylor • Verona Elder • Donna Murray           | 3.27.09 |
| 4.        | Kanada         | • Margaret Stride • Joice Yakubowich • Rachelle Campbell • Yvonne Saunders | 3.28,81 |
| 5.        | Bulgarien      | • Yordanka Ivanova • Svetla Zlateva • Ivanka Bonova • Liliana Tomova       | 3.31,08 |